# Kościół św. Stanisława Biskupa i Męczennika w Żarczynie
Kościół św. Stanisława Biskupa i Męczennika w Żarczynie – katolicki kościół filialny zlokalizowany we wsi Żarczyn w gminie Widuchowa, w powiecie gryfińskim (województwo zachodniopomorskie). Należy do parafii Niepokalanego Serca Najświętszej Maryi Panny w Krzywinie.

## Historia i architektura
Kościół, wzniesiony pod koniec XIII wieku, murowany jest z kostki granitowej. Jest budowlą salową, sytuowaną na planie prostokąta o wymiarach 27,8 × 11,6 m. W XIX wieku nad zachodnią częścią nawy nadbudowana została wieża w stylu neogotyckim, zwieńczona ostrosłupowym hełmem z krzyżem na szczycie. W zachodniej ścianie kościoła znajduje się trójuskokowy portal wejściowy. Na prawo od niego umieszczony jest mniejszy portal dwuuskokowy, w którego lewym ościeżu wmurowany jest kamień ze słabo widocznym murarskim rytem szachownicy ułożonej z kwadratów. W ścianie północnej widoczny ślad po zamurowanym dużym portalu ostrołukowym. W elewacji wschodniej znajdują się trzy smukłe okna ostrołukowe, jej szczyt zdobią trzy ostrołukowe blendy, nad którymi umieszczone są dwie blendy okrągłe, oculus i dwie mniejsze blendy ostrołukowe. W narożniku południowo-wschodnim, w 4. warstwie od dołu, wmurowany jest kolejny kamień z rytem szachownicy, ułożonej z rombów. W ścianach bocznych umieszczone są po trzy oryginalne okna ostrołukowe oraz czwarte okno, o łuku odcinkowym i obmurowane cegłą, przypuszczalnie przebite później.
Wnętrze kościoła nakrywa drewniany, belkowany strop. Prezbiterium znajduje się na dwustopniowym podwyższeniu. Nie zachowały się żadne elementy zabytkowego wyposażenia. Wokół kościoła znajduje się teren dawnego cmentarza, otoczony kamiennym murem.
Po 1945 roku kościół popadł w ruinę, został odbudowany w latach 1977–1979. Został konsekrowany jako świątynia katolicka w dniu 9 września 1979 roku przez biskupa Jana Gałeckiego.